# Зграда Старог општинског суда у Аранђеловцу
Зграда Старог општинског суда у Аранђеловцу је једини сачувани објекат јавног карактера у Аранђеловцу који сведочи о историјском развоју из варошице у град. Зграда представља непокретно културно добро као споменик културе, одлуком СО Аранђеловац бр. 06-221/81-07 од 23. октобра 1987. године.
Грађевина је спратна зграда чија је главна фасада доста разуђенија од осталих у уличном низу. На спрату се ритмично смењују правоугаони прозорски отвори, а њихов ритам и распоред прате плитко засведени прозорски отвори у приземљу. Испод кровног венца се под утицајем неороманике смењују различити типови декоративне пластике. Према дворишту су 1910. године дозидана још два крила са тремовима и лучним отворима.